# 绵毛金腰
绵毛金腰（学名：Chrysosplenium lanuginosum），为虎耳草科金腰属下的一个植物变种。